# Fußball Club Pommern Stralsund e.V.
Fußball Club Pommern Stralsund e.V. é uma agremiação esportiva alemã, fundada a 29 de março de 1994, sediada em Stralsund, na Mecklenburg-Vorpommern.
o clube é o sucessor do clube desportivo do exército do leste alemão, Vorwärts Stralsund, que era parte da DDR-Liga (II), tendo participado um par de temporadas na primeira divisão.

## História

Vorwarts Stralsund

O Armee-Sportgemeinschaft Vorwärts Stralsund foi criado a 21 de julho de 1967 a partir da transferência do ASG Vorwärts Rostock-Gelsdorf como parte da reorganização da armada nacional pela associação desportiva conhecida como Vorwärts SV. A transferência marcou o retorno de um clube que foi transferido para Rostock na década de 1950. O Stralsund assumiu lugar do seu antecessor na DDR-Liga (II) e continuou a apresentar performances medianas até chegar à primeira divisão, a DDR Oberliga, depois de um título na DDR-Liga, grupo Nord em 1971. Sua estada na primeira divisão durou apenas uma única temporada, mas a equipe passou a capturar títulos da DDR-Liga nas seguintes campanhas e ganhou seu caminho através dos play-offs de promoção em 1974 para retornar à Oberliga.
Depois de mais uma única temporada na Oberliga Stralsund, a equipe disputou títulos da DDR-Liga ao longo dos seguintes sete anos, ao terminar como vice-campeã cinco vezes. O time não conseguiu retomar o caminho de volta para a primeira divisão em duas tentativas em 1977 e 1982. A forte performances terminou e o clube passou sete temporadas como uma equipe de médio porte.

ASG Vorwärts

Ao longo do período de 1968 a 1989 o ASG participou todos os anos da FDGB-Pokal (Copa da Alemanha do Leste), mas nunca foi capaz de fazer melhor do que um avanço às quartas-de-final em quatro ocasiões distintas.
Em 1989, a equipe se juntou ao BSG Motor Stralsund que assumiu o lugar do ASG no DDR-Liga. Em 17 de julho de 1990, na véspera da reunificação da Alemanha, o BSG tornou-se parte do ressuscitado e tradicional TSV 1860 Stralsund. O time jogou uma temporada final na DDR-Liga, ocupou o 16° lugar e saiu na fase de abertura da FDGB-Pokal, antes das competições de futebol da Alemanha Oriental e Ocidental serem reunidas. Em 11 de maio de 1994, os jogadores deixaram o TSV para tomar parte do atual FC Pommern Stralsund.
O clube foi inicialmente um forte participante na Verbandsliga Mecklenburg-Vorpommern (V), conseguindo um segundo lugar na temporada 1992-1993. Na maior parte de sua trajetória terminou entre os seis primeiros do campeonato, nunca encontrando qualquer dificuldade para o rebaixamento real. No entanto, uma colocação em penúltimo lugar na temporada 2005-2006 significou o rebaixamento para a Landesliga Mecklenburg-Vorpommern-Ost (VI).

## Títulos
- DDR-Liga (II)
  - Campeão Northern division: 1971;
  - Campeão A divisão: 1973, 1974, 1977, 1982;

## Cronologia recente
| Temporada | Divisão                                     | Posição |
| 1999–2000 | Verbandsliga Mecklenburg-Vorpommern (V)     | 3°      |
| 2000–01   | Verbandsliga Mecklenburg-Vorpommern         | 5°      |
| 2001–02   | Verbandsliga Mecklenburg-Vorpommern         | 5°      |
| 2002–03   | Verbandsliga Mecklenburg-Vorpommern         | 9°      |
| 2003–04   | Verbandsliga Mecklenburg-Vorpommern         | 6°      |
| 2004–05   | Verbandsliga Mecklenburg-Vorpommern         | 10°     |
| 2005–06   | Verbandsliga Mecklenburg-Vorpommern         | 15°     |
| 2006–07   | Landesliga Mecklenburg-Vorpommern-Ost (VI)  | 4°      |
| 2007–08   | Landesliga Mecklenburg-Vorpommern-Ost       | 2°      |
| 2008–09   | Landesliga Mecklenburg-Vorpommern-Ost (VII) | 9°      |
| 2009–10   | Landesliga Mecklenburg-Vorpommern-Ost       | 4°      |
| 2010–11   | Landesliga Mecklenburg-Vorpommern-Ost       | 8°      |
| 2011–12   | Landesliga Mecklenburg-Vorpommern-Ost       | 6°      |